# ساناي ميشيما
ساناي ميشيما (三島 早苗) هو لاعب كرة قدم. ولعبت مع منتخب اليابان لكرة القدم للسيدات.